# Johann Karl August Musäus
Johann Karl August Musäus o Musaeus (Jena, 29 de marzo de 1735 - Weimar, 28 de octubre de 1787) fue un escritor alemán, uno de los primeros antólogos de cuentos populares alemanes, tío del dramaturgo August von Kotzebue.

## Biografía
Hijo único de un juez, en 1743 su padre fue nombrado consejero y magistrado policial de Eisenach, y el joven Musäus se trasladó a vivir a Allstedt con su padrino y tío, el doctor Johann Weißenborn, quien se encargó de completar su educación y le trató como a un hijo. Allí estuvo hasta que cumplió los diecinueve años y su tío tuvo que trasladarse también a Eisehach en 1744 por haber sido nombrado Superintendente general de la ciudad, con lo que volvió a casa de sus padres.
Musäus entró en la Universidad de Jena en 1754 para estudiar Teología, probablemente más por elección de su tío-padrino que de él mismo; recibió una maestría tras los habituales tres años y medio de carrera que agregó al grado honoris causa recibido diez años antes (13 de julio de 1747), y volvió a Eisenach, esperando varios años en vano que se le concediera una parroquia. Se la dieron, no obstante objetara su grey que "se había sabido que una vez fue visto bailando". Esto acabó con sus esperanzas de una carrera eclesiástica y ya la edad de veinticinco años se convirtió en autor satírico.
Entre 1760 y 1762 Musäus publicó en tres volúmenes su primer trabajo, Grandison der Zweite ("Grandison el Segundo"), reescrito luego y reimpreso con nuevo título entre 1781 y 1782: Der deutsche Grandison ("El Grandison alemán"). Se trata de una parodia del entonces famoso personaje del novelista inglés Samuel Richardson, sir Charles Grandison, que tenía muchos admiradores sentimentales en el Sacro Imperio Romano Germánico. 
En 1763, Musäus fue nombrado Pagenhofmeister ("Mayordomo de pajes") de la corte de Weimar, en Turingia, y en 1769 llegó a ser profesor de lenguas antiguas e historia de su Gymnasium, llamado de Ernesto Guillermo (Wilhelm-Ernst). Se hizo masón en julio de 1776 en la logia "Amalia" de Weimar y también se asoció a los Illuminati de Baviera en agosto de 1783 con el nombre de "Priscillianus" y "Dante Alighieri", respectivamente. Se convirtió en presbítero ese mismo año.
Su segundo libro, Physiognomische Reisen, apareció entre 1778 y 1779 contra las ideas de fisiognómica de Johann Caspar Lavater y le atrajo mucha atención favorable. Entre 1782 y 1786 publicó su mejor obra, los Volksmärchen der Deutschen ("Cuentos populares alemanes"), una colección de cuentos de hadas germánicos, aunque incluso en estos cuentos recogidos del pueblo y adaptados literariamente Musäus no pudo refrenar su talante satírico. Las historias, por tanto, carecen de la sencillez del verdadero folklore. Sin embargo, fue una obra muy leída y ejerció un gran influjo en la literatura fantástica del prerromanticismo y romanticismo en alemán (Benedikte Naubert, los hermanos Grimm) e inglés; uno de sus cuentos sirvió de argumento al ballet El lago de los cisnes de Piotr Ilich Chaikovski. Su siguiente obra se imprimió en 1785: se trata de Freund Heins Erscheinungen in Holbeins Manier, de Johann Rudolph Schellenberg, obra en la que Musäus colaboró con la exégesis en verso y en prosa. Por último, la muerte le impidió completar una colección de cuentos titulada Straussfedern (de la que solo salió a luz un solo volumen en 1787), ya que falleció el 28 de octubre de 1787 en Weimar; se le sepultó allí, en el antiguo cementerio de Jacobsfriedhof. Sus Nachgelassene Schriften Musäus fueron publicadas póstumas en 1791 por su famoso sobrino, el dramaturgo August von Kotzebue.

## Obra

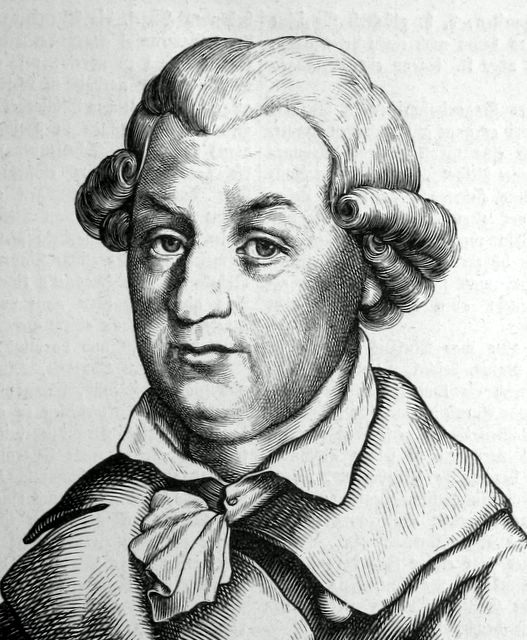
Johann Karl August Musäus

Musäus dio a los cuentos de hadas una forma más literaria y artística, aportando un humor y una ironía que los distinguía de la féerie francesa al uso; en efecto, a contracorriente de la moda galicista de su tiempo, que prefería cuentos de salón versallesco al modo de madame D’Aulnoy, las fuentes de Musäus son, por el contrario, estrictamente populares, aunque no solo alemanas: ancianos, niños, soldados, etc. Estos cuentos serán luego recogidos en sus cinco volúmenes, escritos no con sencillez, sino con un brillante y refinado estilo y con cualidades de narrador vivaz y excéntrico, desarrollando y exagerando sus aspectos más fantásticos, pues no en balde decía Musäus que "la fantasía es el mejor intérprete del espíritu humano y la compañera más fiel de la vida". Sin embargo, los elementos populares, que existen inequívocamente (transformaciones en animales, brujas, gigantes, hadas, ondinas y madrastras malvadas) no son ajenos de contaminación culta, pues en nueve de sus catorce cuentos pueden encontrarse en fuentes literarias escritas anteriores.
Los 14 Volksmärchen se reimprimieron con frecuencia en su idioma original (Düsseldorf, 1903, etc.); acaso la edición más valiosa es la del año 1842 a causa de las bellísimas ilustraciones que posee, de Adrian Ludwig Richter. Fueron traducidos al francés en Contes populaires des allemands (Leipzig, 1803) de Joseph Lefèvre, y dos de ellos los tradujo también Isabelle de Montolieu en su Recueil de contes (Ginebra, 1803); otra traducción completa es la de David Ludwig Bourguet, con una introducción de Charles Paul de Kock, data de 1826, entre otras, y no pocas. 
En cuanto a sus versiones en inglés, cinco de los cuentos fueron vertidos por William Thomas Beckford en sus Popular Tales of the Germans (1791) y tres de ellos se incluyeron en una traducción del famoso germanófilo escocés Thomas Carlyle, German Romance (1827). La última de las Legenden vom Rübezahl ("Leyendas de Rübezahl") del Volksmärchen, según Henry A. Pochmann y otros, habría inspirado La leyenda de Sleepy Hollow de Washington Irving (1820). Ya se ha dicho que otro de los Volksmärchen, "Der geraubte Schleier", sirvió a Piotr Ilich Chaikovski como argumento de su ballet El lago de los cisnes (1876), aunque algunos cuestionan el grado de utilización que hizo el músico de esta historia de Musäus, como, por ejemplo, el patriarca del ballet ruso Fiódor Lopujov, para quien el tema y el argumento del ballet son esencialmente rusos.
Uno de los Volksmärchen traducidos al francés ("Stumme Liebe", "L'Amour Muet" en francés, "El amor mudo" en español) se halla en la Fantasmagoriana de Jean-Baptiste Benoît (1812) junto con otras siete historias alemanas de fantasmas. Esta colección fue leída por Lord Byron, Percy Bysshe Shelley, Mary Shelley, Claire Clairmont y John William Polidori en el verano de 1816 y los incitó a tratar de escribir sus propias historias de fantasmas. Lord Byron escribió un fragmento de una novela que es considerada la primera historia moderna de vampiros; Polidori escribió El Vampiro inspirándose en ella y Mary Shelley se dedicó a escribir Frankenstein. Cinco de las ocho historias de Fantasmagoriana fueron traducidas al inglés por Sarah Elizabeth Utterson con el título de Tales of the Dead (1813), incluyendo una versión breve de "Stumme Liebe".
Los cuentos de Musäus no han sido vertidos al español con frecuencia. Existe una traducción de la Crónica de las tres hermanas: cuento mágico (1987) por Carmen Bravo-Villasante y se han traducido ocasionalmente otros cuentos sueltos. Los cuentos populares recogidos por Musäus siguen siendo adaptados, como por ejemplo, la leyenda de Libuše y Přemysl en la película de 2009 The Pagan Queen. Un asteroide descubierto el 6 de abril de 1989 fue bautizado 10749 Musäus en su conmemoración.